# Ивонино (Ромодановское сельское поселение)
Иво́нино — деревня в Смоленской области России, в Глинковском районе. Население — 2 жителя (2007 год) . Расположена в центральной части области в 16 км к северу от села Глинка, в 10 км южнее автодороги Р134 «Старая Смоленская дорога» Смоленск — Дорогобуж — Вязьма — Зубцов, в 20 км западнее автодороги Р137 Сафоново — Рославль, на берегу реки Вилетовка. Входит в состав Ромодановского сельского поселения.

## История
В годы Великой Отечественной войны деревня была оккупирована гитлеровскими войсками в июле 1941 года, освобождена в ходе Ельнинско-Дорогобужской операции в 1943 году.